# أحمد علي الزين
أحمد علي الزين (5 مارس 1955 -)، روائي وصحفي لبناني. يعمل منذ أواخر السبعينات في الصحافة اللبنانية والعربية حيث يشتهر في كتابة المقالة. كتب للعديد من الصحف اليومية والدورية اللبنانية والعربية. كتب وأنجز للإذاعة والتلفزيون الكثير من البرامج الدرامية والثقافية والسياسية والوثائقية. في الكتابة ألف عدة أعمال روائية بدءًا من الطيون، روايته الأولى، ثم خربة النواح فمعبر الندم «وصولا إلى حافة النسيان وصحبة الطير، الجزء الأول والجزء الثانيمن رواية» ثلاثية عبد الجليل غزال. وله إطلالات مسرحية كاتباً وممثلاً، ومنها «رؤيا»، النص المسرحي الذي عرض على مسرح قصر الأونسكو.

## النشأة والبدايات
ولد أحمد علي الزين في الخامس من آذار مارس 1955 في بلدة عكار العتيقة الواقعة في جبال لبنان الشمالي. نشأ في كنف والده علي الزين ووالدته فاطمة المحمد في بيئة فلاحية ورعوية تتجلى أحيانا في كتاباته الروائية. أنهى دراسته للمرحلة الابتدائية والمتوسطة في بلدته وتابع دراسته الثانوية في بلدة القبيات المجاورة، ثم انتسب إلى دار معلمي الفنون في مدينة جونية حيث درس الموسيقى. التحق من بعدها بكلية الآداب والفنون في بيروت حيث درس الأدب العربي والمسرح وتخرج سنة 1981.
عمل لفترة من الزمن مدرسا للموسيقى والمسرح ثم غادر هذه المهنة ليتفرغ نهائيا للكتابة الإبداعية والصحافية والعمل التلفزيوني. تزامنت تجربته الكتابية والإعلامية مع فصول الحرب الأهلية اللبنانية والاجتياحات الإسرائيلية للبنان. أما بيروت فهي المدينة التي أحب والتي اختارها للعيش كمعظم أبناء جيله من المثقفين وغير المثقفين القادمين من الأطراف، المدينة التي تتجلى بكتاباته بكل ما عاشته من مسرات وأوجاع. سنة 1979 تزوج في بيروت من ندى تحصلدار، حينها طالبة في دار المعلمين، ولديهما ثلاثة أولاد: علي وكفاح وبشار.

## العمل الإعلامي

### الصحافة
بدأ عمله في الصحافة عام 1978 محرراً في الصفحة الثقافية لجريدة النداء البيروتية، ثم كتب في العديد من الصحافة اللبنانية والعربية ومنها جريدة السفير والنهار والحياة وزهرة الخليج. 

### الإذاعة
في الإعلام المسموع كان من بين مؤسسي إذاعة صوت الشعب التي عمل منسقاً ومديراً لبرامجها لسنوات.
أنجز تأليفاً وإعداداً وإخراجاً وتقديماً عشرات البرامج الدرامية والثقافية والسياسية من بينها المسلسل الدرامي: أشياء لا تموت، وبيروت 82، والتعليق السياسي وطني سماؤك، وأيام طه حسين من إعداد الكاتب محمد دكروب، وحبيبتي الدولة للشاعر محمد عبد الله والبرنامج الموسيقي من الضفة الأخرى الذي أعده الناقد الموسيقي نذار مروة، وخبز وملح مع أحمد قعبور، والعديد الآخر.

### التلفزيون
أما للتلفزيون فهو شارك مع الفنان أحمد قعبور في كتابة العمل الكوميدي «حلونجي يا إسماعيل» لقناة المستقبل.
ساهم في كتابة نصوص ابن البلد للإذاعة اللبنانية وتلفزيون لبنان التي كان يقدمها الممثل اسميّه أحمد الزين أبو حسن. حقق لتلفزيون لبنان وللمؤسسة اللبنانية للإرسال (Lbc) بعض الأفلام الوثائقية عن شخصيات فكرية وثقافية وفنية لبنانية: أبو علي زين شعيب، أسعد سعيد، والمفكر السياسي كريم مروة.
ساهم في إعداد حلقات حوار العمر الذي قدمته جيزال خوري على قناة المؤسسة اللبنانية للإرسال (Lbc).
قام بقراءات تحت عنوان «كتاب» لتلفزيون أبوظبي عام 2001 إضافة لفقرات وثائقية عن فنانين وممثلين: أمثال زكريا أحمد ومحمد عبد الوهاب وأسمهان وأم كلثوم وعبد الحليم حافظ وفريد الأطرش وليلة مراد والقصبجي وفيروز.

### برنامج روافد وتلفزيون العربية
منذ عام 2002 يعمل في قناة العربية حيث يعد ويقدم البرنامج التلفزيوني الحواري (روافد). ويدعو أحمد علي الزين الذي يحترف الحوار الثقافي إلى تذوق جمالية الإبداع والفكر والفن.
وثق في برنامجه لعدد من أبرز المثقفين والفنانين العرب ورافقهم في ترحالهم الفكري والوجودي زماناً ومكاناً. السؤال الإنساني حاضر في تواصله العميق مع وجدان ضيوفه، وبرنامجه مفتوح لعرض التجربة والنقاش من دون تبيان مكامن السوء، أو بالأحرى خارج منطق الخراب.
«روافد» واحد من البرامج التلفزيونية القليلة التي تقارب هموماً إبداعية عربية تنأى عنها الفضائيات العربية عادة، خصوصاً أنه يقوم على إعداد يحترم المبدع الضيف، ويحترم عقل المشاهد وذوقه، بمزجه بين المعلومة وبين العرض الشيق الذي يتأسس على الحوار بين طرفين متكافئين وليس بين «مذيع» ومبدع.
سنة 2010 نال برنامج (روافد) الجائزة الذهبية عن أفضل برنامج ثقافي وتوعوي في مهرجان الخليج للإذاعة والتلفزيون في البحرين عام 2010.

## المسرح والسينما
كان له مشاركة متواضعة ممثلاً في المسرح بمشاركته في أعمال للمخرج يعقوب الشدراوي منها: الطرطور 1982 المقتبسة عن الفرافير للكاتب المسرحي يوسف إدريس، ونزهة ريفية وبلا لعب يا ولاد. شارك ممثلاً في فيلم للمخرج غسان سلهب أشباح بيروت، وفي فيلم ناجي العلي من إخراج السنمائي عاطف الطيب ومن بطولة نور الشريف، وفي المسلسل التلفزيوني برسومي لقناة المؤسسة اللبنانية للإرسال (Lbc) ومن إخراج إيلي أضباشي وكتابة سمير مراد. وله أيضا مسرحية تحت عنوان رؤيا عرضت سنة 2001 على مسرح قصر الأونسكو.

## العمل الروائي
منذ أواخر الثمانينات أطل أحمد الزين روائياً، شكلت ذاكرته الريفية والرعوية مصدراً أساسا في أعماله، كذلك حكايات المسنين والمكان كانت أيضاً مصدرا لنصه الروائي، طبعا هذا بالإضافة إلى ما فعلته الحروب والصراعات من آلام ومن تصدع في النفوس ومن خراب وهجرات قصرية. ترى المشهد العربي حاضرا في أعماله من فلسطين إلى العراق بأبعاده الاجتماعية والإنسانية، وأيضا في هاجسه حيث نعثر في هذا النص أو ذاك على شخصيات تحمل أوجاع بلادها وأسئلتها وأحلامها، كمثل راشد الحيفاوي الفلسطيني في رواية «خربة النواح»، وبطل «ثلاثية عبد الجليل غزال» ذو الجذور عراقية...
حافة النسيان.. ثلاثية عبد الجليل غزال
عبد الجليل غزال اسم في أسماء وبطاقة تعريف في بطاقات تعريف. إنه سليل تيه سرمدي يصل بين أولى شرارات السرد وخواتيمها. في حافة النسيان، الجزء الأول من «ثلاثية عبد الجليل غزال» دار المدى، 2007؛ دار الساقي، 2010، الضياع مادي بقدر ما هو مجازي، وباطني بقدر ما هو فعل خارجي. رغم الإشارات المبهمة إلى زنزانة، نظن للوهلة الأولى أن الراوي الذي يجر عرجه في دوامة الصحراء في حين يتكئ على عكاز)هو عارضة باب سجنه (، نموذج كافكوي يسدد عقابا لتهمة الوجود. يتململ بين الرغبة في المضي أو المكوث في "سجن لا سجّان فيه" ويترجح بين "البقاء ميتاً" أو "المشي ميتا" ويستفهم وجوديا "لا أدري كيف جيء بي، ومن أيّ الجهات حملوني قبل سنين"، وهي لمحات كافية لتوزيعنا في غير اتجاه. تتراءى حرية الراوي المباغتة صوريّة وامتدادا لاندثار منظّم لا ينطفئ سوى مع طي حياة الراوي، ويعزز ذلك الإحساس تناسل هيئاته. إنه حمالة أوجه: في هنيهة هو عبد الجليل، وفي ثانية مسعود سويحان أو يوسف. إنها مرثية لعالم مثخن بالمجازر والكوابيس والفراغ الذي يطحن الموجودات. فالصحراء التي يقطعها البطل بعد نجاته من دمار السجن وإحراقه هي الخلفية الدائمة لحاضر عبد الجليل التائه في برية العالم وخرائبه. والرواية برمتها تدور في فلك ذلك الخواء الذي يلتهم خطى البشر ويجعل أعمارهم ومصائرهم عرضة للتلف والضياع. أما الذاكرة فليس فيها، باستثناء ومضات الحب والجنس القليلة، سوى روائح الموت وفظاعات السلطات الجائرة وأنظمة الحكم التي لا تتقن سوى القمع والترهيب وكم الأفواه والقتل الجماعي. هكذا يجد البطل نفسه امام مكان مفتوح وأفق مغلق. وحين يحاول أن يستعين بالطفولة لا يجد فيها ما يعثر عليه الأطفال العاديون من ذكريات وردية وقصاصات أحلام، بل يجد اعقاب مجازر وفظاعات ومسيرات تهجير قسري. تحول اللغة الشعرية المفرطة في غلوها دون تسمية الاشياء بأسمائها عند أحمد علي الزين. كأن اللغة في وتائرها القصوى واحتقاناتها الدائمة لا تسمح لصاحبها بالنزول إلى الواقع المباشر والتسميات العادية. هكذا يسمي القرية التي ولد فيها «وادي الدموع» والجبل المتاخم لها «جبل الغربان» ويسمي القرية التي عاش فيها مع أهله بعد خروجهم من)الوطن الأول (إلى)الوطن الثاني (تلة سليمان.".
صحبة الطير.. ثلاثية عبد الجليل غزال
«تبدأ» صحبة الطير (الرواية الثانية من الثلاثية) دار الساقي 2010، وترصد حركة البطل وكلبه في حيّزي المكان والزمان، فتتمظهر الحركة في المكان/وادي الدموع وما حوله من صحراء على شكل وقائع مروية تمتد لبضعة أيام، وتتمظهر الحركة في الزمان على شكل ذكريات يعود بعضها لستين سنة خلت، وينجم عن هذه الحركة المزدوجة، المتزامنة، النص الروائي. بكلمة أخرى، الرواية هي حصيلة هذه العلاقة المستجدة بين الراوي/عبد الجليل وكلبه/فرند، وهي تقوم على الروي يقوم به الراوي والاستماع يقوم به الكلب، وإذا كانا يشتركان في التحرك في المكان الروائي المتعدد فانهما يقتسمان الروي والإصغاء بينهما. على هامش هذه الشخصية، وبالتعالق معها، ثمة شخصيات أخرى بعضها تمثيلي يعكس أنماطاً معيّنة من السلوك، وبعضها خاص يعكس تفرّداً يتعلق بالشخصية وحدها. وفي هذا السياق، لكل شخصية حكايتها/خيطها السردي، وأحمد علي الزين يتحكّم بسائر الخيوط، يترك أحدها ليمسك بآخر، ثم يعود للامساك بالأول، في عملية تتناوب فيها الخيوط/الحكايات على الظهور والاختفاء، وتنقطع واحداً تلو الآخر. وعليه، الرواية هي هذا التلاعب المدروس بالخيوط السردية المختلفة، والتحكم بظهورها واختفائها في الوحدات السردية المتعاقبة. على أن معظم شخصيات الرواية، بنوعيها التمثيلي والمتفرد، تنتمي إلى حقل الذكريات، وبعضها ينتمي إلى حقل الوقائع، فيما يتجول عبد الجليل بين الحقلين.»

## أعماله
الرواية
- الطيون طبعة أولى 1988؛ طبعة ثانية 2007
- خربة النواح طبعة أولى 1992؛ طبعة ثانية 2007
- معبر الندم طبعة أولى 1998؛ طبعة ثانية 2007
- حافة النسيان.. ثلاثية عبد الجليل غزال طبعة أولى 2007
- صحبة الطير.. ثلاثية عبد الجليل غزال طبعة أولى 2010

المسرح
- رؤيا عرضت سنة 2000 على مسرح قصر الأونسكو

## وصلات خارجية
- أحمد علي الزين على موقع أرشيف الشارخ.

Ahmad El Zein Website
موقع روافد على العربية نت